# Elk Garden (Virginia Occidental)
Elk Garden es un pueblo ubicado en el condado de Mineral en el estado estadounidense de Virginia Occidental. En el Censo de 2010 tenía una población de 232 habitantes y una densidad poblacional de 347,19 personas por km².

## Geografía
Elk Garden se encuentra ubicado en las coordenadas 39°23′10″N 79°9′20″O / 39.38611, -79.15556. Según la Oficina del Censo de los Estados Unidos, Elk Garden tiene una superficie total de 0.67 km², de la cual 0.67 km² corresponden a tierra firme y (0%) 0 km² es agua.

## Demografía
Según el censo de 2010, había 232 personas residiendo en Elk Garden. La densidad de población era de 347,19 hab./km². De los 232 habitantes, Elk Garden estaba compuesto por el 98.28% blancos, el 0% eran afroamericanos, el 0% eran amerindios, el 0% eran asiáticos, el 0% eran isleños del Pacífico, el 0% eran de otras razas y el 1.72% pertenecían a dos o más razas. Del total de la población el 0% eran hispanos o latinos de cualquier raza.